# El Puig (Sant Feliu Sasserra)
El Puig és una masia situada al municipi de Sant Feliu Sasserra, a la comarca catalana del Bages.